# Neuillé-Pont-Pierre
Neuillé-Pont-Pierre is een gemeente in het Franse departement Indre-et-Loire (regio Centre-Val de Loire). De plaats maakt deel uit van het arrondissement Tours. Neuillé-Pont-Pierre telde op 1 januari 2022 2.238 inwoners.

## Geografie
De oppervlakte van Neuillé-Pont-Pierre bedroeg op 1 januari 2022 39 vierkante kilometer; de bevolkingsdichtheid was toen 57,4 inwoners per km².

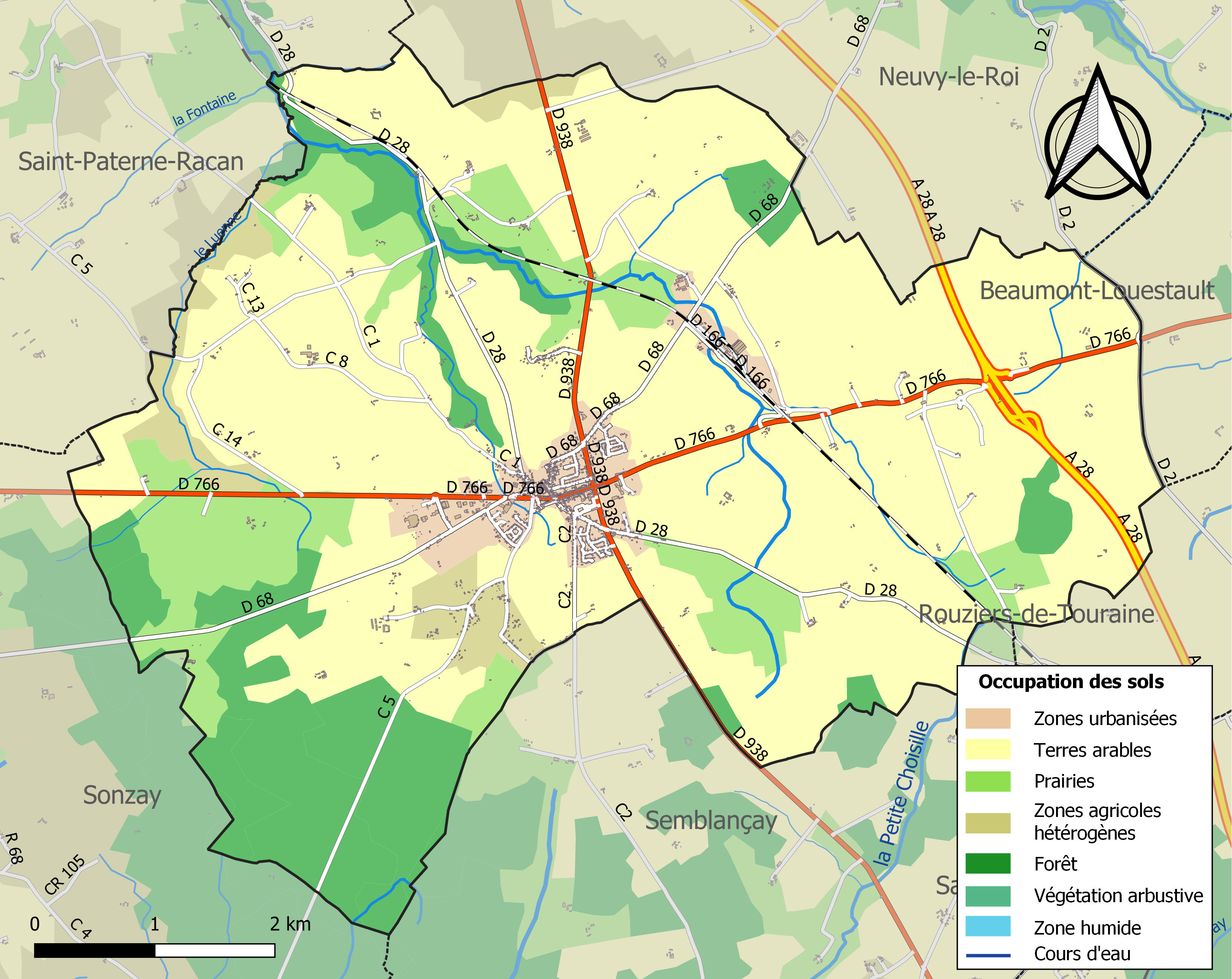
Kaart van de gemeente met belangrijkste infrastructuur, bodemgebruik en omliggende gemeenten

## Demografie
Onderstaande figuur toont het verloop van het inwonertal (bron: INSEE-tellingen).